# Basil Rebera
Basil Rebera (Sri Lanka, anni 1950) è un traduttore e biblista australiano.
Rebera è uno studioso del Vecchio Testamento e traduttore della United Bible Societies, con alcune pubblicazioni uscite nel Journal of Biblical Literature e nel The Bible Translator.
Nella conferenza di Bangalore nel '75, fu il relatore sull'avanzamento delle traduzioni interconfessionali della Società Biblica Indiana.

È considerato un riferimento internazionale per la traduzione del Libro di Ruth.

## Formazione
Dal '67 al '71 frequentò lo United Theological College di Bangalore, l'unico istituto di istruzione superiore autonomo nell'ambito della Senate of Serampore College University, la prima università indiana, nella quale conseguì il Bachelor of Divinity sotto la direzione di Joshua Russel Chandran, che fu rettore della Senate of Serampore College del Bengala (1970–'71), e preside dello United Theological College di Bangalore (dal 1954 al 1983).
Victor Premasagar, alma mater del collegio, cedette la cattedra al suo allievo quando si trasferì come ricercatore all'Università di St. Andrews, e così Rebera si fermò al college per insegnare ebraico biblico agli studenti dell'istituto. Interessato dalle lingue antiche della Bibbia, si iscrisse ad un corso di laurea in studi biblici, specializzandosi nell'Antico Testamento. Nel '69-'70 fu assistente editore della rivista dell'istituto, l' UTC College Magazine.
I chierici A. E. Inbanathan e C. Arangaden, rispettivamente segretario generale e vice segretario generale della Società Biblica Indiana, incaricarono Rebera di seguire gli studi universitari biblici dell'associazione, mentre questi completava il Master of Theology con una dissertazione dal titolo The meaning of mispat and sedeq/sedaqah in the pre-exilic prophetic literature and their translation in the Sinhalese Bible, di cui fu relatore il biblista indiano E. C. John, coinvolto nella traduzione della Bibbia in lingua malayalam. Rebera fu membro di un gruppo di universitari specializzato in studi dell'Antico Testamento, che comprendeva anche: A. P. Chacko, G. Babu Rao, N. K. Achumi, S. J. Theodore and Timotheas Hembrom.
Studiò all'Università Nazionale Australiana e all'Università di Macquarie, dove nel 1981 conseguì il Dottorato di ricerca in Studi Biblici  con una tesi dal titolo The Book of Ruth: Dialogue and Narrative, the Function and Integration of the Two Modes in an Ancient Hebrew Story.

## Attività
Dal 1973 divenne traduttore della Società Biblica Indiana, e l'anno seguente fu nominato consulente traduttore per la United Bible Societies della Regione dell'Asia-Pacifico, ruolo che lasciò nel 1988 quando divenne membro della Società Biblica Australiana.
Nel '93 fu nominato coordinatore globale dei servizi di traduzione della United Bible Societies presso la sede di New York, curando anche la revisione di varie traduzioni della Bibbia pregresse. Lavorò a stretto contatto con Graham S. Ogden, coordinatore delle traduzioni dell'area dell'Asia-Pacifico.
Dal 1988 fu direttore della divisione traduzioni testi della Società Biblica Australiana, e dopo sei anni, nel '93, fece ritorno alla United Bible Societies.